# Beginnings (Steve Howe)
Beginnings è il primo album solista di Steve Howe, chitarrista del gruppo progressive inglese Yes.

## Il disco
L'album contiene 9 brani piuttosto diversi fra loro, che mettono in luce l'eclettismo e la versatilità di Howe, che spazia dal pop (Australia) al ragtime (Ram) al folk (Will O' the Wisp) alla musica classica (Beginnings) al rock progressivo puro (Nature of the Sea), scegliendo per ogni genere, all'interno della sua vastissima collezione, la chitarra più adatta. Alcuni brani di Beginnings rimangono fra i meglio riusciti della lunga carriera solistica di Howe: Nature of the Sea è forse uno dei pochi esempi di "Howe quintessenziale"; Ram, quasi una gemella polistrumentistica di The Clap (The Yes Album) è stata più volte abbinata a quest'ultima nei concerti di Howe o degli Yes. Dal punto di vista tecnico, la debolezza di questo album è, secondo molti, la voce di Howe.

## Tracce
1. Doors of Sleep – 4:08
2. Australia – 4:13
3. The Nature of the Sea – 3:57
4. Lost Symphony – 4:41
5. Beginnings – 7:31
6. Will O' the Wisp – 6:00
7. Ram – 1:53
8. Pleasure Stole the Night – 2:57
9. Break Away from It All – 4:19

## Musicisti
- Steve Howe: chitarra, basso, mandolino, steel guitar, pedal steel, organo, clavicembalo, Minimoog, voce

### Musicisti aggiuntivi
- batteria: Bill Bruford, Alan White e David Oberle
- basso: Malcolm Bennett, Colin Gibson e Chris Laurence
- tastiere: Patrick Moraz, Sidney Sutfcliffe (organo)
- chitarra: Graeme Taylor
- fiati: James Gregory e Malcolm Bennett (flauto), Bud Beadle e Mick Eve (sassofono), Gwyn Brooke (fagotto)
- archi: Patrick Halling e William Reid (violino), Peter Halling e Peter Molling (violoncello), John Meck (viola), Sidney Satcliffe (oboe)